# Chiesa di San Saturnino (Moneglia)
La chiesa di San Saturnino è un luogo di culto cattolico situato nella frazione di San Saturnino, nel comune di Moneglia, nella città metropolitana di Genova. La chiesa è sede della parrocchia omonima del vicariato di Sestri Levante della diocesi di Chiavari.

## Storia e descrizione
Le prime notizie storiche sul primitivo luogo di culto frazionale risalirebbero al XII secolo. Nel 1790 un fulmine provocò il crollo del campanile e della originaria struttura medievale. La ricostruzione della chiesa ebbe inizio nel 1794 e fu portata a compimento, nelle forme attuali, intorno al 1800; il campanile, che reca nella facciata esterna lo stemma nobiliare della famiglia Fregoso, fu completato nel 1850.
Esternamente, in facciata, l'affresco è opera del pittore Giuseppe Canevelli del 1865.
Al 1850 risale la collocazione dell'altare maggiore proveniente da una chiesa di Genova, mentre gli scranni del coro furono traslati nel 1810 dalla chiesa di San Giorgio di Moneglia. Nel corso del XIX secolo l'interno della chiesa si arricchisce di decorazioni in marmo e stucchi, e fu il pittore Giovanni Grifo a realizzare nella volta e nell'abside gli affreschi raffiguranti i misteri del Rosario.
Fu il vescovo di Chiavari monsignor Francesco Marchesani a benedire, nel 1951, il concerto di otto campane.